# Volo Alitalia 713
Il volo Alitalia 713 Teheran-Beirut-Roma, operato dal DC-8 Alitalia "Arcangelo Corelli" comandato dal pil. Aldo Onorati, venne dirottato il 7 settembre 1979 per opera di 3 terroristi libanesi sciiti del Movimento dei Diseredati che, saliti all'aeroporto di Beirut, sequestrarono l'aereo per portare alla ribalta internazionale la vicenda della loro guida politica e spirituale Moussa Sadr, misteriosamente scomparso nel nulla il 25 agosto 1978 durante un viaggio per Tripoli, in Libia, dove era stato invitato da Muʿammar Gheddafi per l'anniversario della "Rivoluzione". Dopo una lunga trattativa all'aeroporto di Fiumicino, i passeggeri vengono liberati e il dirottamento si conclude felicemente in modo del tutto incruento presso l'aeroporto di Teheran, l'8 settembre 1979, con l'arresto dei 3 dirottatori da parte delle autorità iraniane.